# Platamonina
Platamonina és un gènere d'arnes de la família Crambidae.

## Taxonomia
- Platamonina ampliatalis (Lederer, 1863)
- Platamonina poecilura (E. Hering, 1903)
- Platamonina ptochura (Meyrick, 1894)